# Stenocereus thurberi
Stenocereus thurberi (tiếng Anh: Organ pipe cactus, tức "Xương rồng đại phong cầm") là một loài thực vật có hoa trong Họ Xương rồng. Loài này là loài bản địa của Mexico và Hoa Kỳ và được tìm thấy ở các sa mạc đá. Hai phân loài của loài này đã được công nhận dựa trên cơ sở về chiều cao và phân bổ. Loài này được (Engelm.) Buxb. miêu tả khoa học đầu tiên năm 1961.
Tên thông dụng trong tiếng Anh của loài này bắt nguồn từ sự giống nhau của nó với một chiếc đại phong cầm. Loài cây được người dân địa phương gọi là pitaya dulce, một từ trong tiếng Tây Ban Nha có nghĩa là "thanh long ngọt" hoặc quả xương rồng ngọt.

## Mô tả

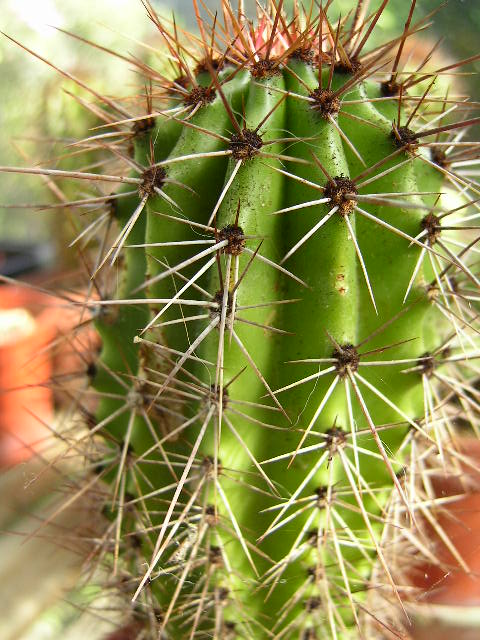
Thân của xương rồng Stenocereus thurberi
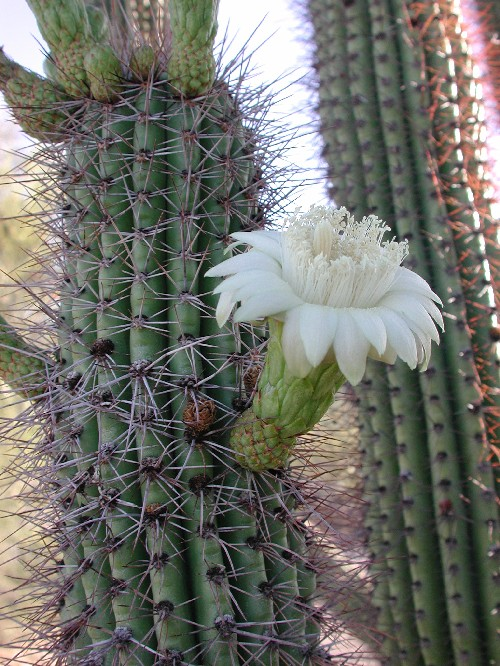
Một phần thân của xương rồng có hoa

Loài này có thân hẹp và mọc theo chiều dọc thẳng đứng, tất cả các nhánh nhỏ khác nhau đều được phát triển từ một thân ngắn duy nhất nằm trên mặt đất. Những nhánh cây này dày khoảng 15 cm và có thể cao 5 m nhưng loài này đã được biết là có thể cao tới 7–8 m. Những nhánh cây này hiếm khi phân nhánh và chỉ phát triển hàng năm từ đầu của nhánh đã phát triển vào năm trước. Khi trưởng thành thì loài cây này có chiều rộng khoảng 3,5 m. Quá trình trưởng thành của loài cây này kéo dài khoảng 150 năm. Loài cây này khi già sẽ sản sinh ra các bông hoa màu trắng có hình phễu với chiều dài khoảng 75 mm và thường sẽ mở vào ban đêm và đóng lại vào ban ngày. Loài này thường mọc vào tháng 4, 5 và 6. Stenocereus thurberi thường được thụ phấn nhờ vào dơi. Loài cây này cũng kết thành trái với kích thước của quả bóng tennis. Bên dưới lớp gai bên ngoài của quả là thịt màu đỏ được mô tả là có vị ngon hơn dưa hấu. Loại quả này theo truyền thống được thu hoạch bởi người Seri và được người Seri gọi là ool [oːɬ] và được sử dụng như một loại thuốc.

## Phân bố
Stenocereus thurberi chủ yếu được tìm thấy ở Mexico, Sonora, miền nam Baja California và miền Bắc Sinaloa. Loài này cũng được tìm thấy ở Hoa Kỳ, nhưng hiếm hơn, với số lượng đáng chú ý được tìm thấy nằm ở Đài tưởng niệm Quốc gia Organ Pipe Cactus. Loài cây này nhạy cảm với sương giá, vì vậy Stenocereus thurberi được tìm thấy rất hiếm tại những vùng sa mạc thấp. Đây là giống cây phát triển chậm và sinh trưởng tốt trong môi trường đất thoát nước có đầy đủ ánh nắng mặt trời. Tuy nhiên, khi ở giai đoạn cây non thì giống cây này cần trồng trong bóng râm và phát triển phía dưới một "cây tán lớn". Việc sinh trưởng này cần duy trì trong vài năm cho đến khi bộ rễ phát triển đầy đủ với tỷ lệ 10 cm mọc trên mặt đất.

## Phân loài
Loài Stenocereus thurberi có hai phân loài đã được công nhận là Stenocereus thurberi thurberi và Stenocereus thurberi littoralis. Phân loài S. t. thurberi có kích thước lớn hơn và được tìm thấy ở phía nam Arizona, Mexico và phía bắc vùng Baja California. Phân loài S. t. littoralis có kích thước nhỏ hơn và thường mọc ở xung quanh 3 m. Chúng chỉ được tìm thấy ở phía nam vùng Baja California.

## Hình ảnh

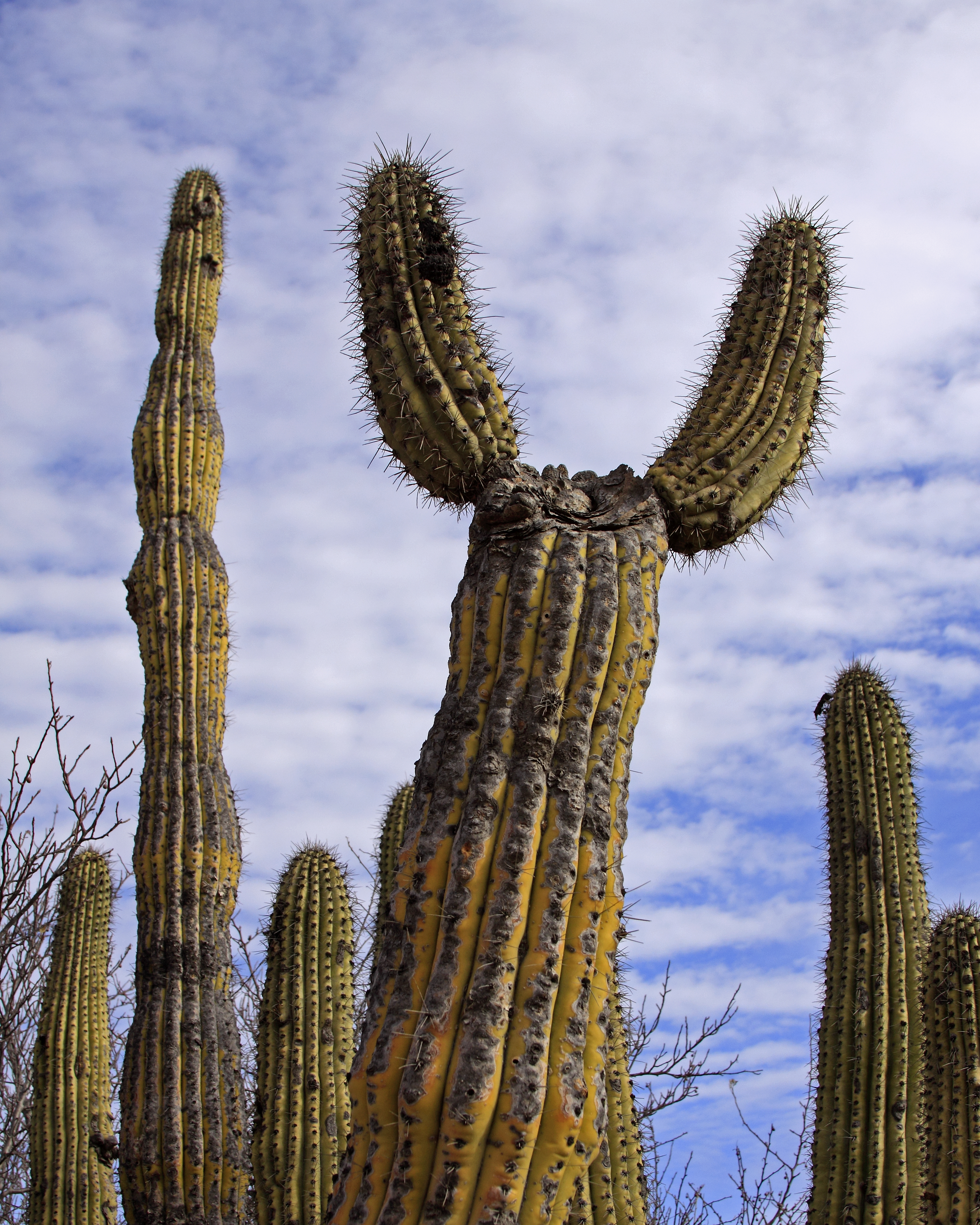
Stenocereus thurberi ở sa mạc Sonoran, Mexico
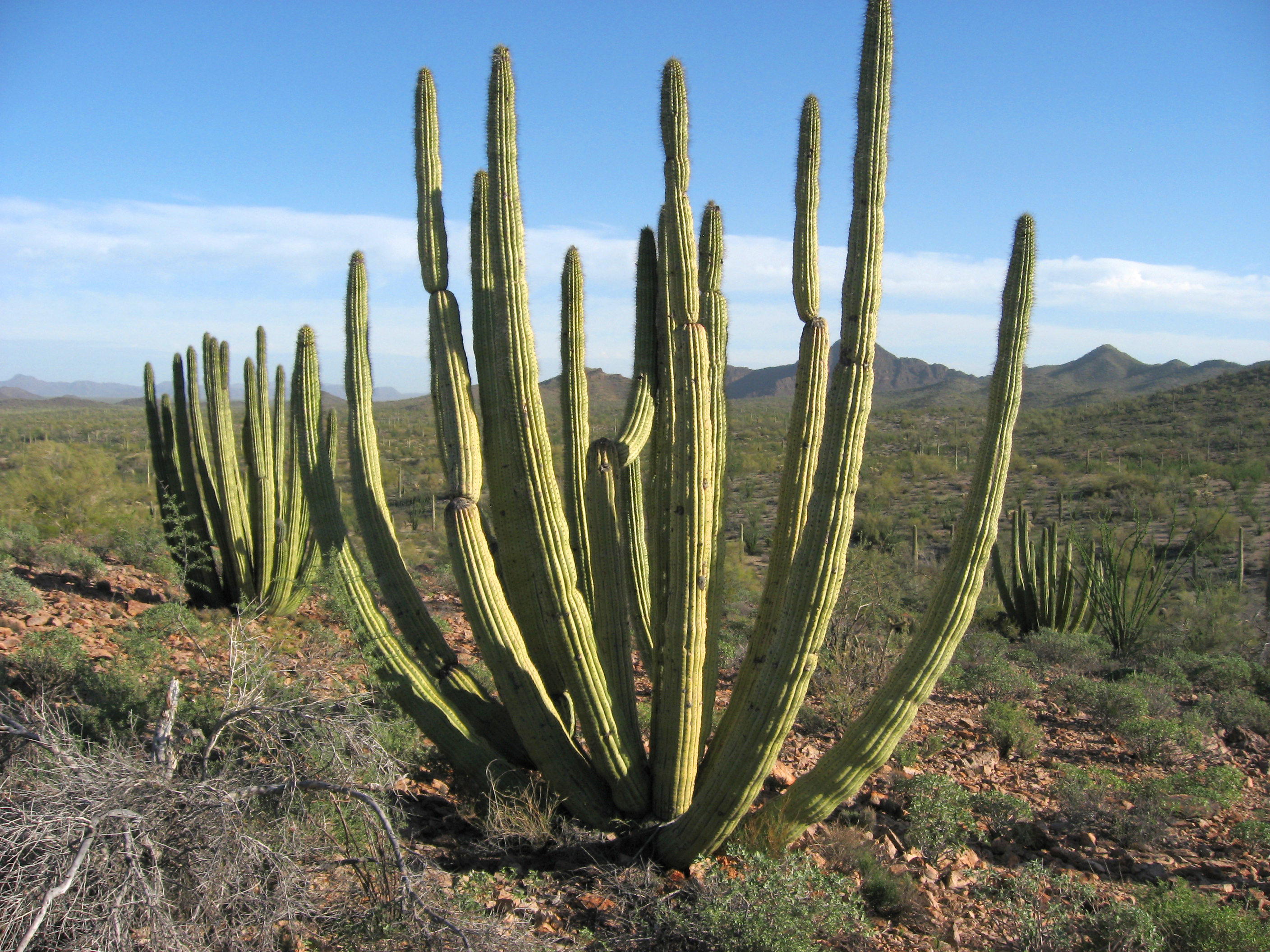
Stenocereus thurberi tại Đài tưởng niệm Quốc gia Organ Pipe Cactus, Arizona
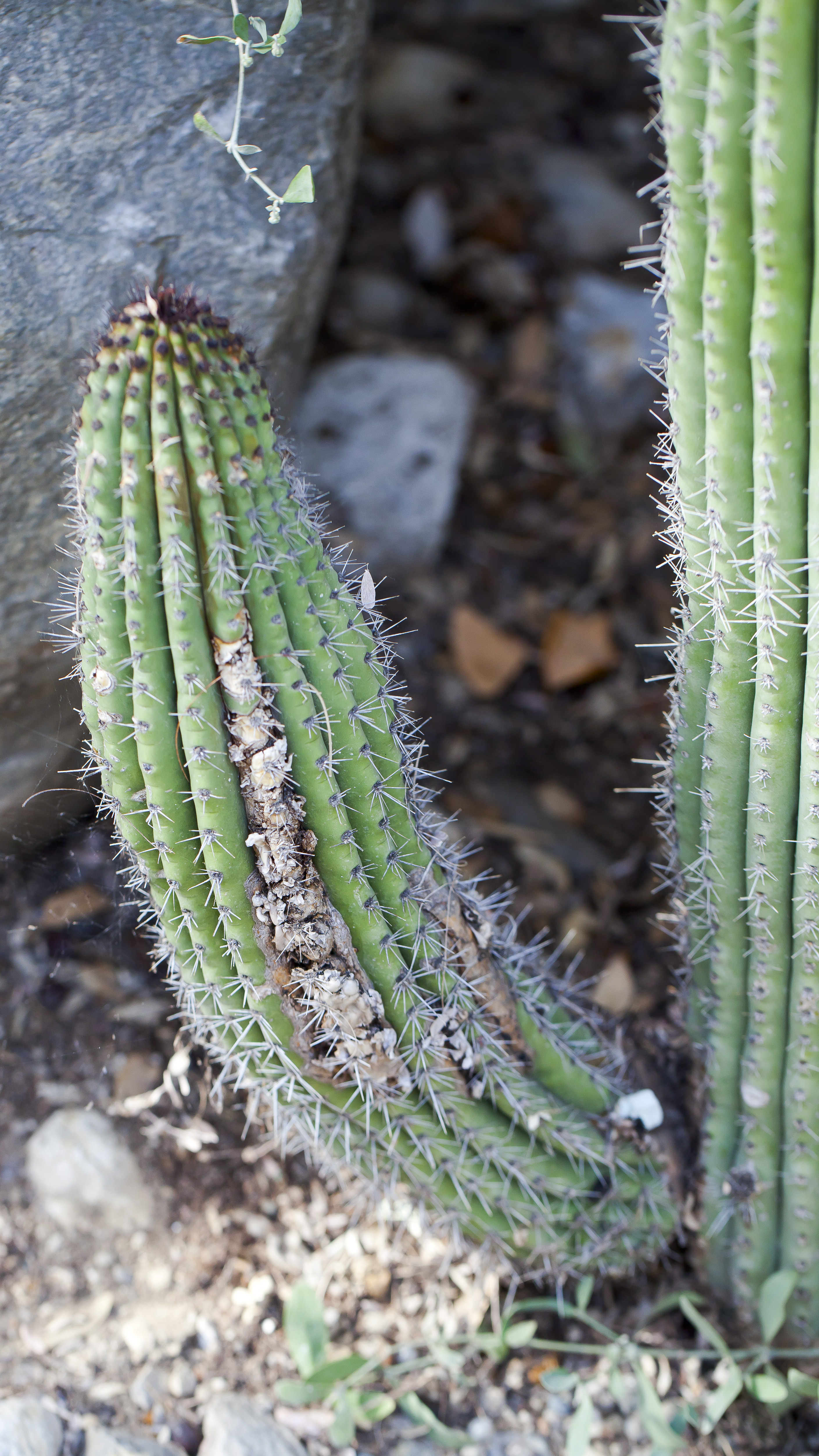
Một nhánh thân của Stenocereus thurberi